# Dolly Pentreath
Dorothy Pentreath (Mousehole, Cornualha, bap. 16 de maio de 1692 – Mousehole, Cornualha, 26 de dezembro de 1777), mais conhecida por Dolly Pentreath, foi uma peixeira córnica e inglesa, famosa por ser creditada como das últimas, senão a última falante nativa do córnico.

## Biografia
Dorothy Pentreath nasceu em dia incerto, na aldeia de Mousehole, na paróquia de Penzance, província da Cornualha. A sua data de nascimento é contestada por vários autores, envolta em polémica. Aquando o seu falecimento, foi dada a sua data de nascimento pela população local como de 102 anos. No entanto, pelos registos de baptismo da paróquia de sua residência, existem dois registos com idades mais verosímeis: um de 17 de maio de 1714, e outro de 1692. Este último, mais geralmente aceite pelos pesquisadores, dá Dorothy como sendo baptizada a 16 de maio de 1692. Foi a segunda de seis filhos conhecidos do pescador Nicholas Pentreath e sua segunda esposa Elizabeth Newhall, ou Jone Pentreath.

Durante a sua infância, Dorothy aprendeu a falar córnico, tornando-se assim a sua língua nativa. Mais tarde, quando entrevistada por Daines Barrington, ela afirmou que não conseguia falar uma palavra de inglês até aos vinte anos e que, quando em criança, vendia peixe em Penzance, falava na língua córnica, língua que a maioria dos habitantes locais (e até mesmo a nobreza) entendia.

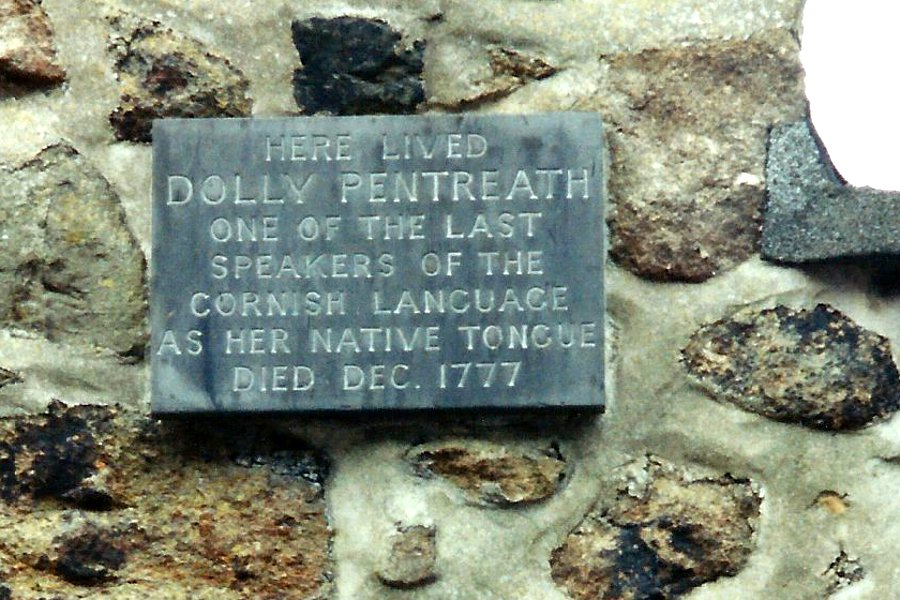
Placa na fachada de residência de Dolly Pentreath, em Mousehole, Cornualha

 Dorothy foi mãe de um rapaz, John Pentreath, nascido a 1729, podendo o seu apelido, Jefferey, ter sido, ou não, de casamento ou de união de facto, estando o pai ausente quando Dolly se tornou alvo de atenções eruditas. 
No início de sua vida adulta, Dolly vivia num lote, demolido e ocupado por um cabeleireiro e lojista em 1934, perto do porto de Mousehole.
Gradualmente, Dolly tornou-se uma celebridade local, sendo-lhe imputadas várias anedotas locais, como expulsar um grupo de recrutadores (press gang) da Marinha Real Britânica, salvando um homem de ser obrigado a servir, ou que fumava e bebia e blasfemava e praguejava, comportamento na época visto como masculino.
Dolly, a certa altura, muda-se para uma casa de campo, na rua oposta à Keigwin Arms, atual rua Brook (Brook Street) em Mousehole. Lá irá permanecer até ao fim de sua vida. A casa em si é descrita por Daines Barrington como uma pequena cabana (ou barraca), de condições muito precárias, tendo sido requalificada no século XX.

## Últimos anos de vida e legado

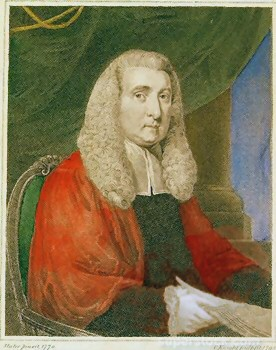
Daines Barrington, pintado em 1770

Na segunda metade do século XVIII, a língua córnica era já uma língua residual, e vista sem aplicação prática, mera curiosidade para muitos linguistas europeus. Nas décadas posteriores à guerra civil inglesa, o córnico, juntamente com outras línguas regionais, celto-britónicas, eram tidas como "línguas atrasadas" e eram comumente associadas aos católicos e aos apoiantes de Carlos I. A nobreza da Cornualha gradualmente abandonou seu uso por completo e, posteriormente, a classes populares fizeram o mesmo. O córnico tornou-se desta forma uma língua das classes mais baixas, dos marginais da sociedade e dos pescadores nas regiões mais a oeste da península, falada e entendida por um número cada vez mais restrito e escasso de pessoas.

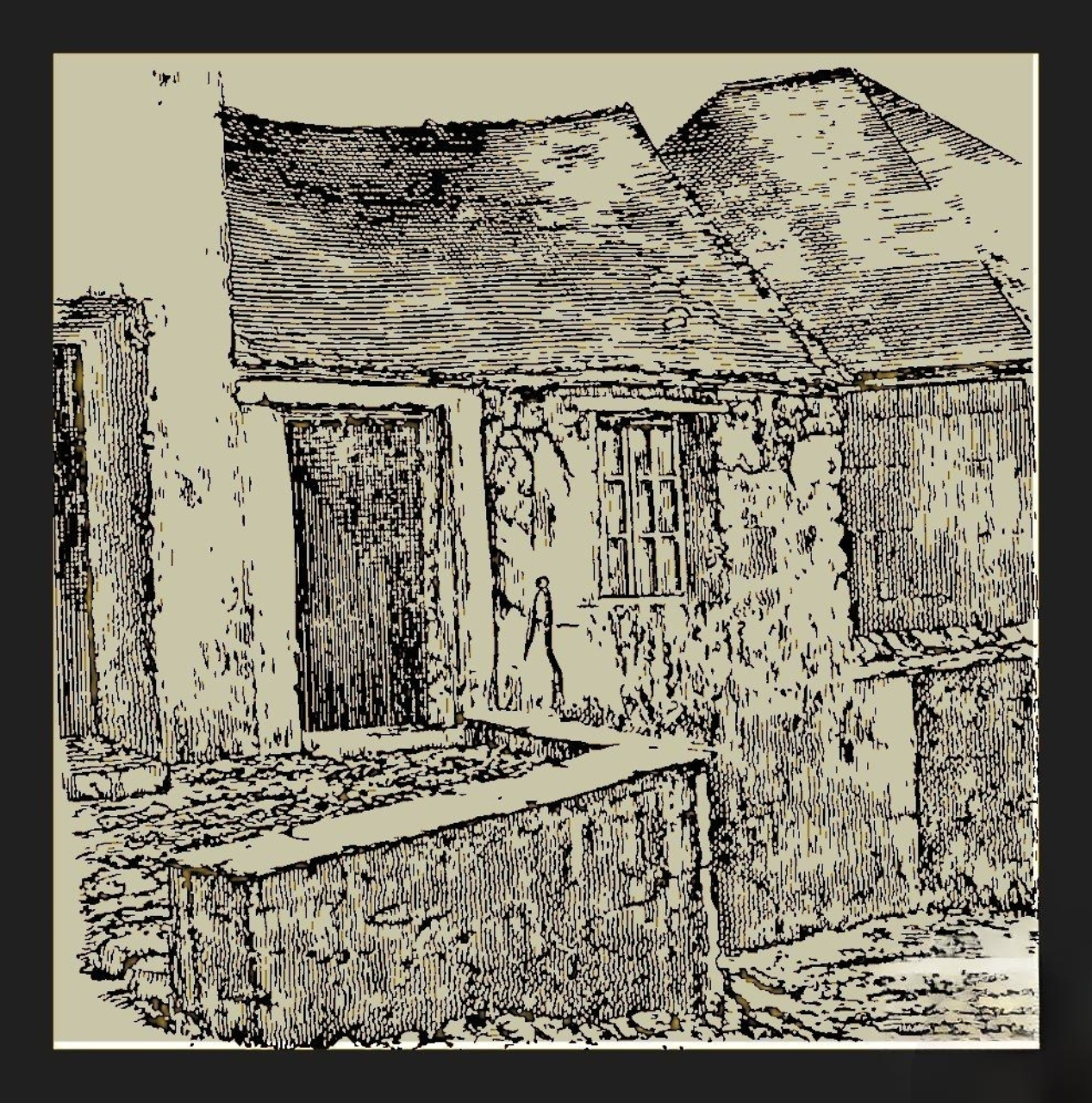
Casa de Dolly Pentreath, desenhada por Millicent Jago em 1882

Em 1768, Daines Barrington, membro da Sociedade de Antiquários de Londres, fez uma extensa viagem à região da Cornualha, de forma a registar o número de falantes nativos e os últimos monoglotas do córnico. Depois de registadas várias personalidades, deparou-se em Mousehole com Dolly, que "falava córnico muito fluentemente". Em 1775, ele publicou um relato dela no jornal Archaeologia, da Sociedade de Antiquários, num artigo chamado "On the Expiration of the Cornish Language". Barrington denotou, também, as condições precárias em que Dolly vivia, adjetivando a casa onde vivia como uma cabana numa viela estreita.
Cinco anos depois, em 1773, Daines Barrington retorna a Mousehole, pretendendo re-entrevistar Dolly Pentreath, que teria, alegadamente por ela e habitantes locais oitenta e sete anos na altura. Daines denota, no seu relatório, novamente as condições precárias de vida de Dolly, dizendo que sua cabana era "muito pobre e mantida principalmente pela paróquia, e também em parte, por adivinhação da fortuna, e tagarelice em córnico".
Nos últimos anos de sua vida Dolly tornou-se uma celebridade local por seu conhecimento de córnico, e pelo seu aspeto e personalidade, dizendo-se que amaldiçoava as pessoas sempre que ficava com raiva, chamando-as de "kronnekyn hager du", ou seja, "sapo preto feio", e também dizendo-se que era uma bruxa.

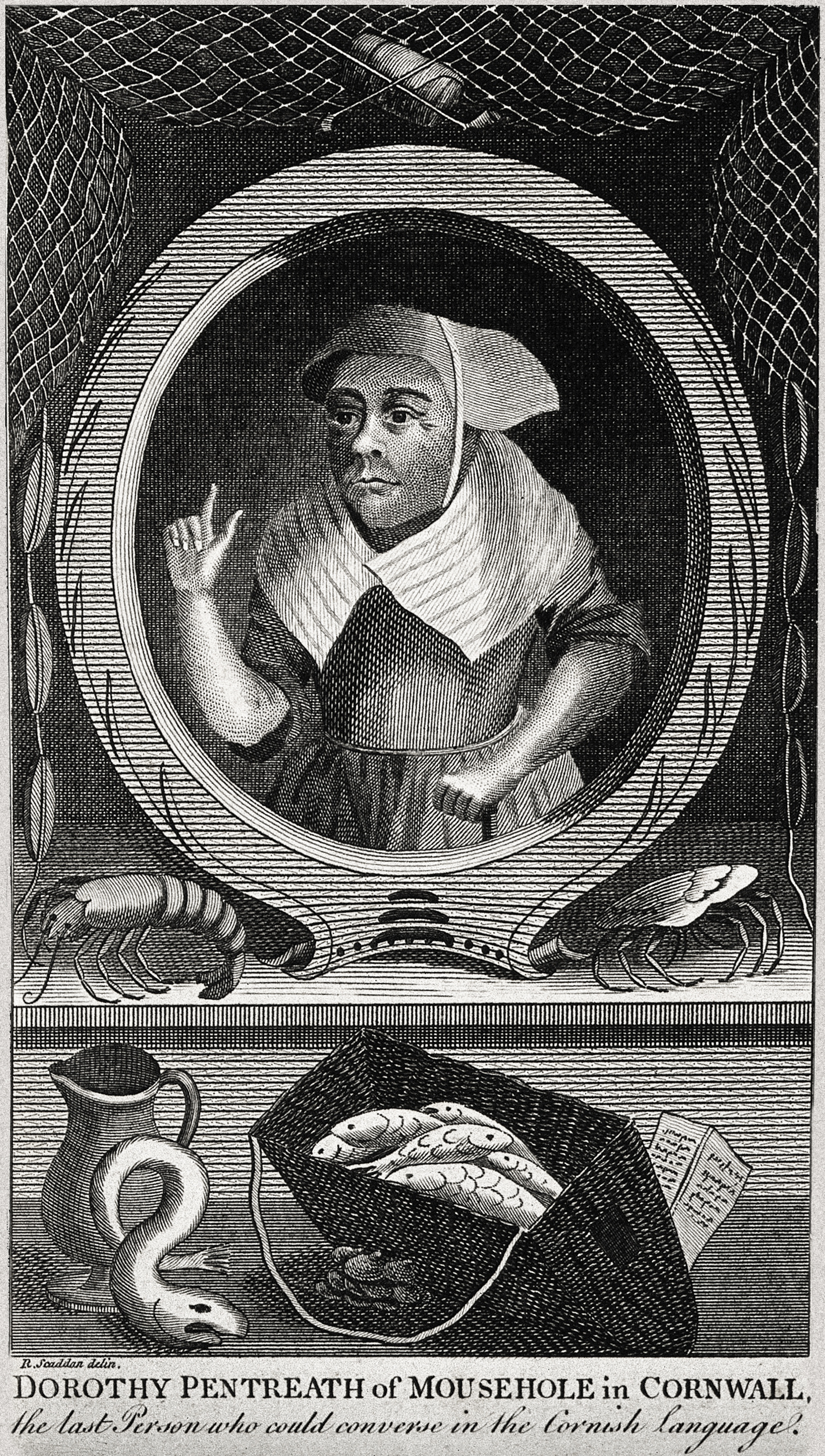
Gravura Dolly Pentreath de Mousehole na Cornualha, 1781, Robert Scaddan

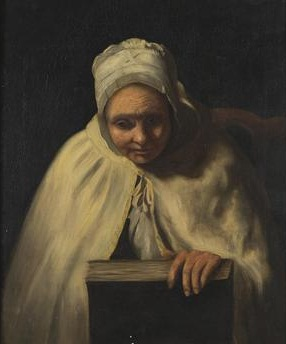
Pintura Dolly Pentreath por John Opie (c. 1775-1777)

### Representações iconográficas
Por volta dos seus últimos anos de vida, Dolly é pintada por John Opie, e em 1781 é publicada uma sua gravura, por Robert Scaddan. Outras inúmeras pinturas e gravuras foram feitas subsequentemente, havendo várias na região e em museus locais. No início do século XIX, Richard Thomas Pentreath, seu conterrâneo e parente distante, elabora uma pintura de Dolly, com o seu equipamento de peixeira, presente agora na National Trust.
Já no século XX, com a ressurgência do interesse pelo córnico e pelo surgimento de vários movimentos de identidade locais, é também pintada por Thomas Herbert Victor, também ele cornualhês, pintura essa presente no Museu Real da Cornualha.

## Alegações como última falante nativa de córnico
O facto de Dolly Pentreath ter sido a última falante nativa fluente de córnico foi amplamente contestado, ainda mesmo em vida. O mesmo Daines Barrington escreve posteriormente que encontrou outros falantes fluentes de córnico, mais novos que Dolly.
Em 1797, depois da sua morte, Barrington recebeu uma carta, escrita em córnico e acompanhada de uma tradução em inglês, de um pescador em Mousehole chamado William Bodinar (ou Bodener), afirmando que ele conhecia cinco pessoas que falavam córnico fluentemente somente naquela vila. Barrington também fala de um John Nancarrow de Marazion que era um falante nativo e sobreviveu até a década de 1790.
Este mesmo William Bodinar, contou também a Richard Polwhele que  "costumava conversar com ela por horas a fio em córnico; que sua conversa era quase incompreendida por qualquer pessoa do lugar; que tanto Dolly quanto ele sabiam falar inglês".
Outros falantes com capacidades mais reduzidas, e não nativos, existiriam até mais tarde. Como John Davey de Zennor, cantautor da música córnica Cranken Rhyme, falecido em 1891. Há um outro conhecido falante tradicional de córnico, John Mann, que afirmava que em criança conversava em córnico com outras crianças, entrevistado em 1914, com oitenta anos. No entanto, à data da entrevista já só se lembraria de algumas palavras soltas. Ele foi o último sobrevivente conhecido de uma série de falantes tradicionais de córnico do século XIX. Ele também afirmou que uma Jane Barnicoate, que faleceu por volta de 1857, também falava córnico.

## Morte e memória

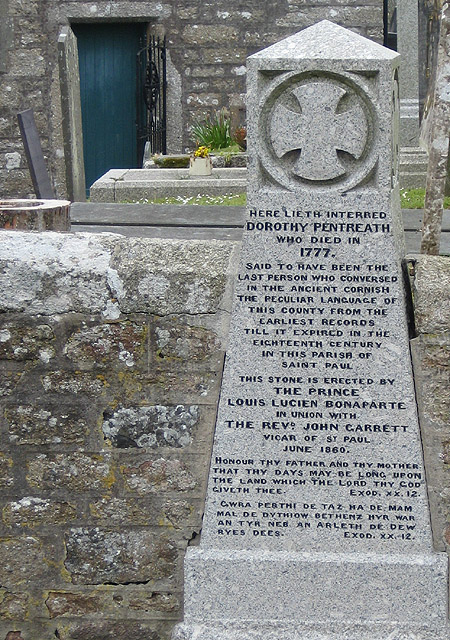
Monumento de 1860 dedicado a Dolly Pentreath, com epitáfio por Louis Lucien Bonaparte, presente na igreja de São Paulo de Leão

Dolly faleceu a 26 de dezembro de 1777, dia simbolicamente visto como o marco da morte da língua córnica como língua comunitária. É sepultada no dia seguinte, no adro da igreja de S. Paulo de Leão. Em 1860, foi erigido um monumento em sua homenagem, que foi colocado no cemitério por Louis Lucien Bonaparte, um sobrinho de Napoleão e ávido linguista e intelectual, e pelo vigário da paróquia de São Paulo de Leão, John Garrett.
No entanto, este monumento não se encontrava no local específico da sua sepultura, mas a quarenta e sete pés de distância da mesma. Bernard Victor, neto do coveiro da localidade, escreveu a Fred W. P. Jago, doutor e intelectual local córnico, dizendo que havia oito pescadores escolhidos para levá-la ao seu último local de descanso, e que nada se havia erigido na sua sepultura, exceto uma modesta placa identificadora. Em 1887, o monumento foi movido para o local de seu túmulo não identificado, e um esqueleto foi desenterrado, que se acreditava ser dela. Na exumação da sepultura, o seu crânio teria um formato peculiar e apenas três dentes foram encontrados. Foi relatado que um dente foi oferecido a Louis Lucien Bonaparte.

No seu monumento, está: 
"Aqui jaz enterrada Dorothy Pentreath, que morreu em 1777, que se diz ter sido a última pessoa que conversou no antigo córnico, a língua peculiar deste país desde os primeiros registros até que expirou no século XVIII, nesta paróquia de Saint Paul. Esta pedra foi erguida pelo príncipe Louis Bonaparte em união com o reverendo John Garret, vigário de St Paul, em junho de 1860. Honra teu pai e tua mãe, para que teus dias sejam longos na terra que o Senhor teu Deus te dá. (Gwra pethi de taz ha de mam: mal de Dythiow bethenz hyr war an tyr neb an arleth de dew ryes dees.) Êxodo XX-12."
Acredita-se que a ideia errónea de que Dolly viveu até os 102 anos se tenha originado numa dedicatória em língua córnica que foi escrita em dezembro de 1789 e publicada em 1806 por um homem chamado Thomson, estudioso da língua córnica, dizendo: 
Coth Doll Pentreath, cans ha deau
(Velha Doll Pentreath, cento e dois)
Marow ha kledyz ed Paul pleau
(Morta e enterrada na Paróquia de Paul)
Na ed en Eglos gars pobel bras
(Não na igreja, como gente importante)
Bes ed Egloshay, coth Doll es.
(Mas no cemitério da igreja, está a velha Doll)
Já em 1976, o escritor bretão Pêr-Jakez Helias dedicaria um poema a Dolly Pentreath. Manu Lann Huel foi outro bretão a prestar-lhe homenagem recente, dedicando-lhe algumas músicas do seu albúm Chansons d'orgueil, de 2024.

## Ligações Externas
- Pentreath, Dolly (1685–1777), Encyclopedia.com